# Helen Balmer
Helen (Helene) Balmer-Gerber (* 25. Oktober 1924 in Langnau im Emmental; † 12. März 2023) war eine Schweizer Bildhauerin.

## Leben und Wirken

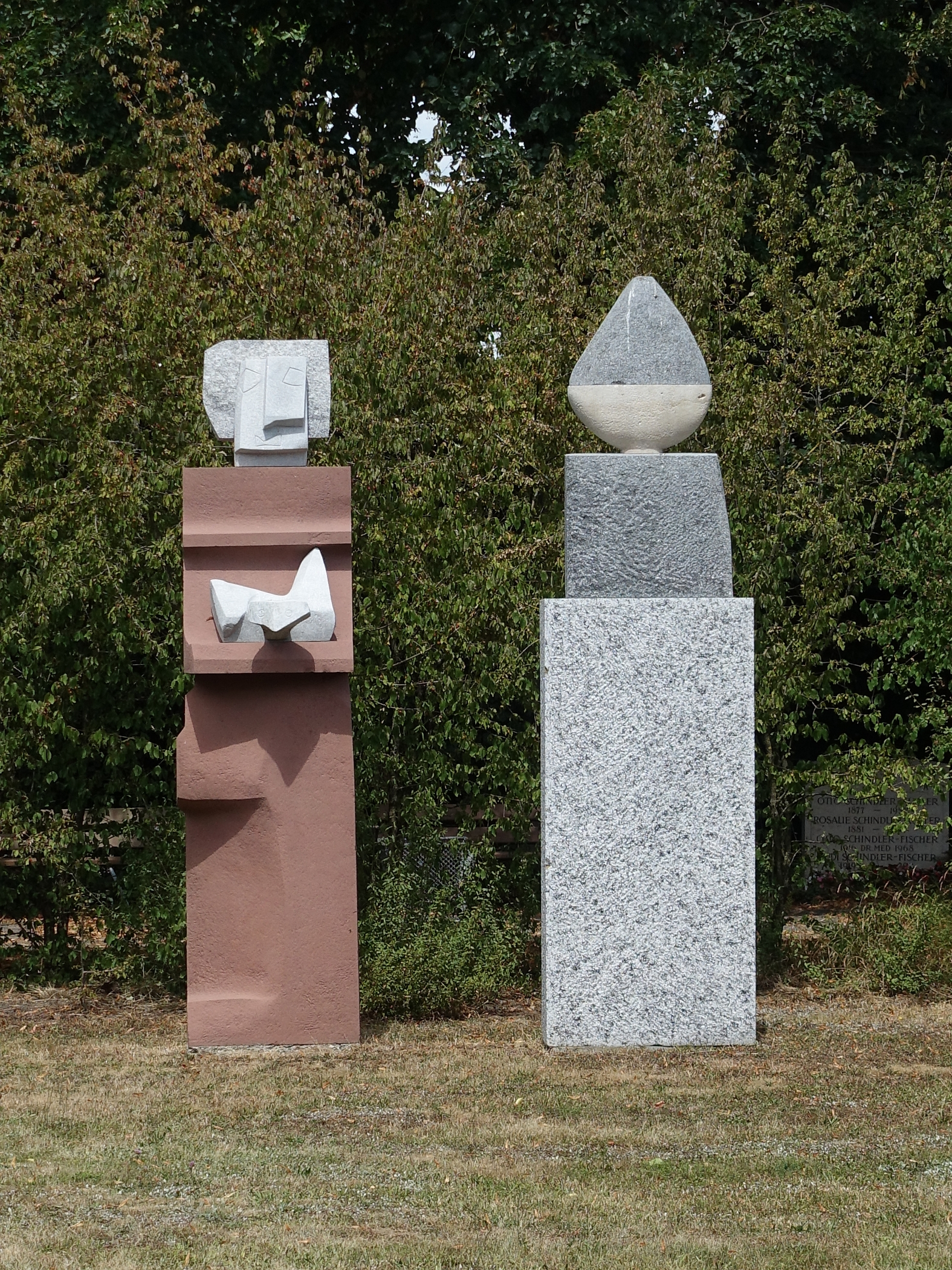
Frau mit Weihgabe und Wächter von Helen Balmer, auf dem Friedhof am Hörnli Riehen

Helen Balmer geb. Gerber verbrachte ihre Kindheit und Jugend als zweite von drei Töchtern einer Fabrikantenfamilie in Langnau. Sie besuchte von 1931 bis 1940 die Primar- und Sekundarschule und entwickelte sich als künstlerisch begabte Zeichen-Schülerin. Der Besuch einer Skulpturenausstellung von Germaine Richier in Genf im Jahr 1939 inspirierte sie dazu, Bildhauerin zu werden. Sie besuchte das Freie Gymnasium in Bern, wo sie 1944 die Matura ablegte. Anschliessend studierte sie zwei Semester Architektur an der ETH Zürich und absolvierte von 1945 bis 1949 ein Studium in Jurisprudenz mit Lizenziats-Auszeichnung in Bern. Von 1949 bis 1953 studierte sie in Paris bei der Bildhauerin Germaine Richier. Sie erlernte und wendete die traditionelle Punktiertechnik nach Auguste Rodin und Emile-Antoine Bourdelle unter anderem am Portrait Monique an, welches sie in Bronze bei Valsuani noch in Paris giessen liess.
1954 kehrte sie in die Schweiz zurück und lernte durch ihre Ausbilderin bei Richier den Basler Bildhauer Lorenz Balmer kennen, den sie im gleichen Jahr heiratete. Heimatorte des Ehepaares sind Lausen, Basel-Stadt und Bäretswil ZH. Aus der Ehe stammen zwei Töchter, 1955 und 1957 geboren. 2019 lebt Helen Balmer mit Nachkommen «Auf der Burg», dem Familiensitz Balmer in Basel.
Helen Balmer wurde 1963 Mitglied der Sektion Basel der GSMBK (Gesellschaft Schweizerischer Malerinnen, Bildhauerinnen, Kunstgewerblerinnen), später SGBK (Schweizerische Gesellschaft Bildender Künstlerinnen) genannt, welche sie 2001, 2002 bis 2003 präsidierte. Sie setzte sich für die Akzeptanz und Chancengleichheit der Bildhauerinnen bei Ausstellungen ein sowie für deren Teilnahme an Wettbewerben. Helen Balmer war Ehrenmitglied der SGBK.
Die Brunnenanlage im Garten des Universitätsspitals Basel wird im Zuge des neuen Klinikum II Bau abgerissen werden.

## Werk

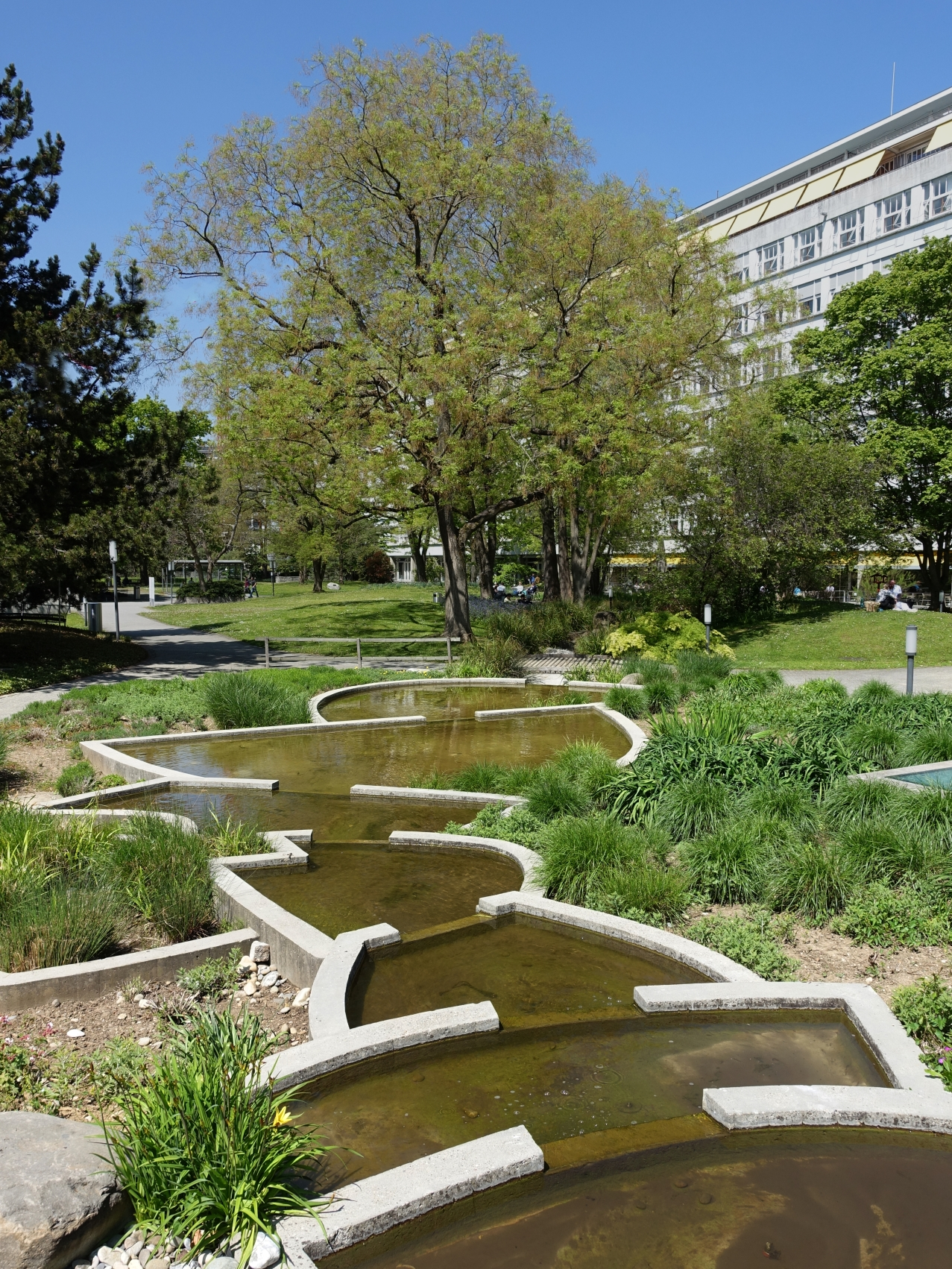
Brunnenanlage (1976–1980) im Garten des Universitätsspitals Basel

Helen Balmer arbeitet als selbständige Bildhauerin im eigenen Atelier mit Gips, Lehm, Wachs, Stein und Holz. Anfänglich gestaltete sie Porträts, später abstrakte Formen. Sie kreierte einerseits hunderte von Kleinplastiken, andererseits entwarf sie Modelle in Gips zu Monumentalskulpturen, welche sie mit ihrem Ehemann sowie den Lehrlingen und Lehrtöchtern des Künstlerehepaars in Marmor und anderem Stein realisierte. Viele von Helen Balmers Skulpturen sind im öffentlichen Raum zugänglich.

### Skulpturen im öffentlichen Raum
- 1965: Wasserspiel. Entwurf zu Brunnenplastik aus Verrucano-Granit, Schulhof, Niedererlinsbach SO. Ausführung: Lorenz Balmer
- 1970: Wolke. Brunnenplastik aus weissem Marmor, Sekundarschule, Langnau i. E., Entwurf Helen Balmer-Gerber, Ausführung: Lorenz und Helen Balmer, 1976
- 1974: Dreiklang. Entwurf zu Monumentalskulptur, Sandstein (Pierre de Metz), Bäumlihof Gymnasium, Basel. Ausführung Lorenz Balmer, 1982
- 1975: Kalligraphie. Entwurf zu Relief aus Marmor, Fröschmatt Schulhaus, Pratteln. Ausführung: Lorenz Balmer, 1982
- 1976: Gartengestaltung. Entwurf für Kantonsspital Basel, Geländegestaltung unter Einbezug eines Wasserlaufes über abgetreppte Betonbassins. Ausführung: 1980
- 1980: Räumliche Schrift. Entwurf zu Monumentalskulptur in Laufener Kalkstein, Kirchgemeindehaus, Dornach. Ausführung: Lorenz Balmer
- 1990:  Frau mit Weihgabe und Wächter. Entwurf zu zwei Monumentalskulpturen aus Granit, Marmor, Kalk- und Sandstein für das anonyme Gemeinschaftsgrab auf dem Friedhof Hörnli, Riehen. Ausführung: Lorenz Balmer, 1992–1993
- 1992/1993: Grosser Blumenstrauss. Entwurf zu Monumentalskulptur aus Griechischem Marmor, Gartenanlage „Auf der Burg“, Alemannengasse 44, Basel. Ausführung: Lorenz Balmer, David de Caro, Irene von Arb und Irene Maag
- 2019: Metamorphose. Entwurf in Ton, 1960, Bronzeguss 2019: Kunsthaus Zug

## Ausstellungen

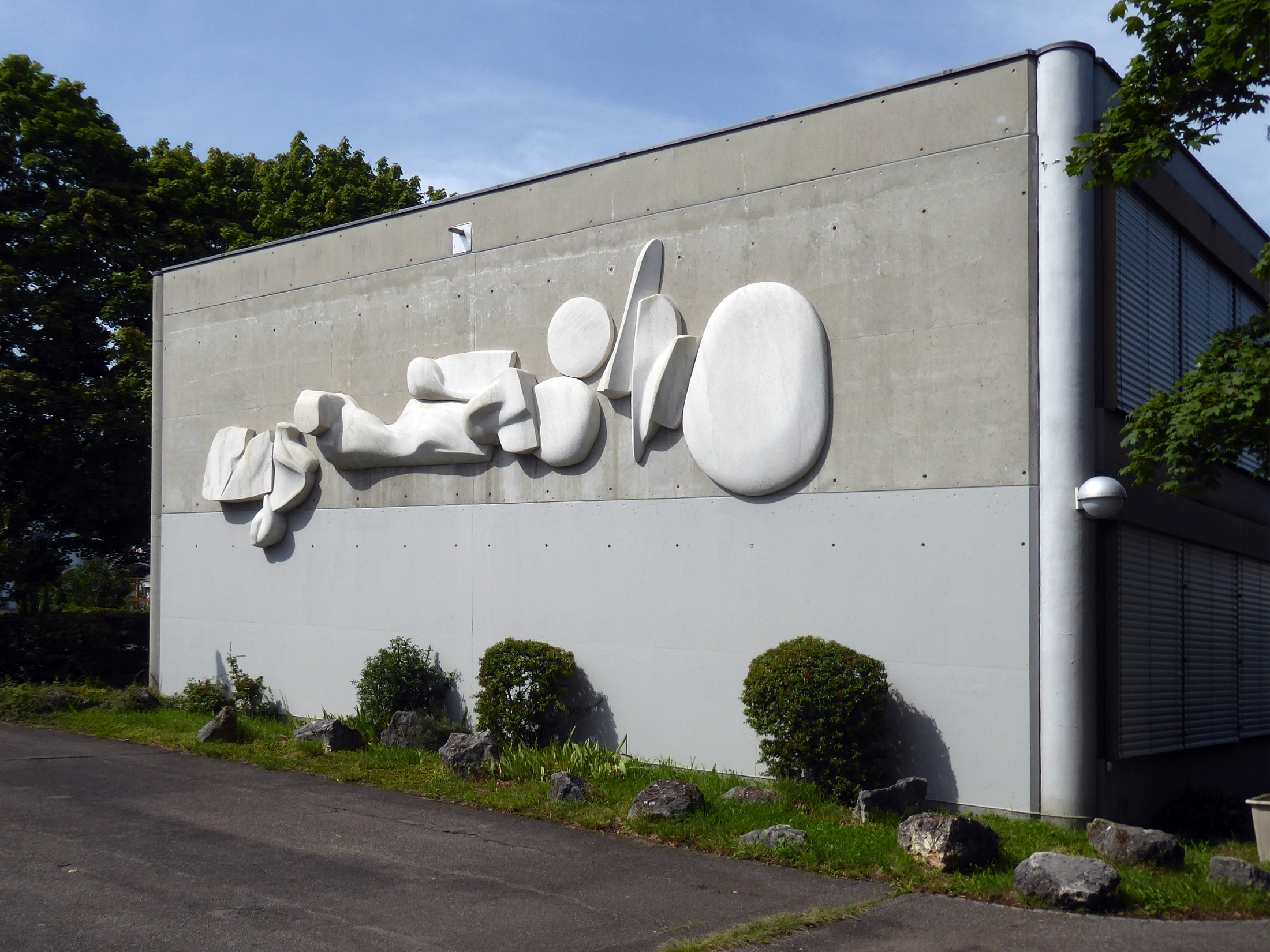
Kalligraphie. Entwurf zum Relief aus Marmor 1975 von Helene Balmer. Ausführung von Lorenz Balmer, 1982. (Breite 12,5 Meter). Sekundarschule II Fröschmatt, Pratteln

### Einzelausstellungen

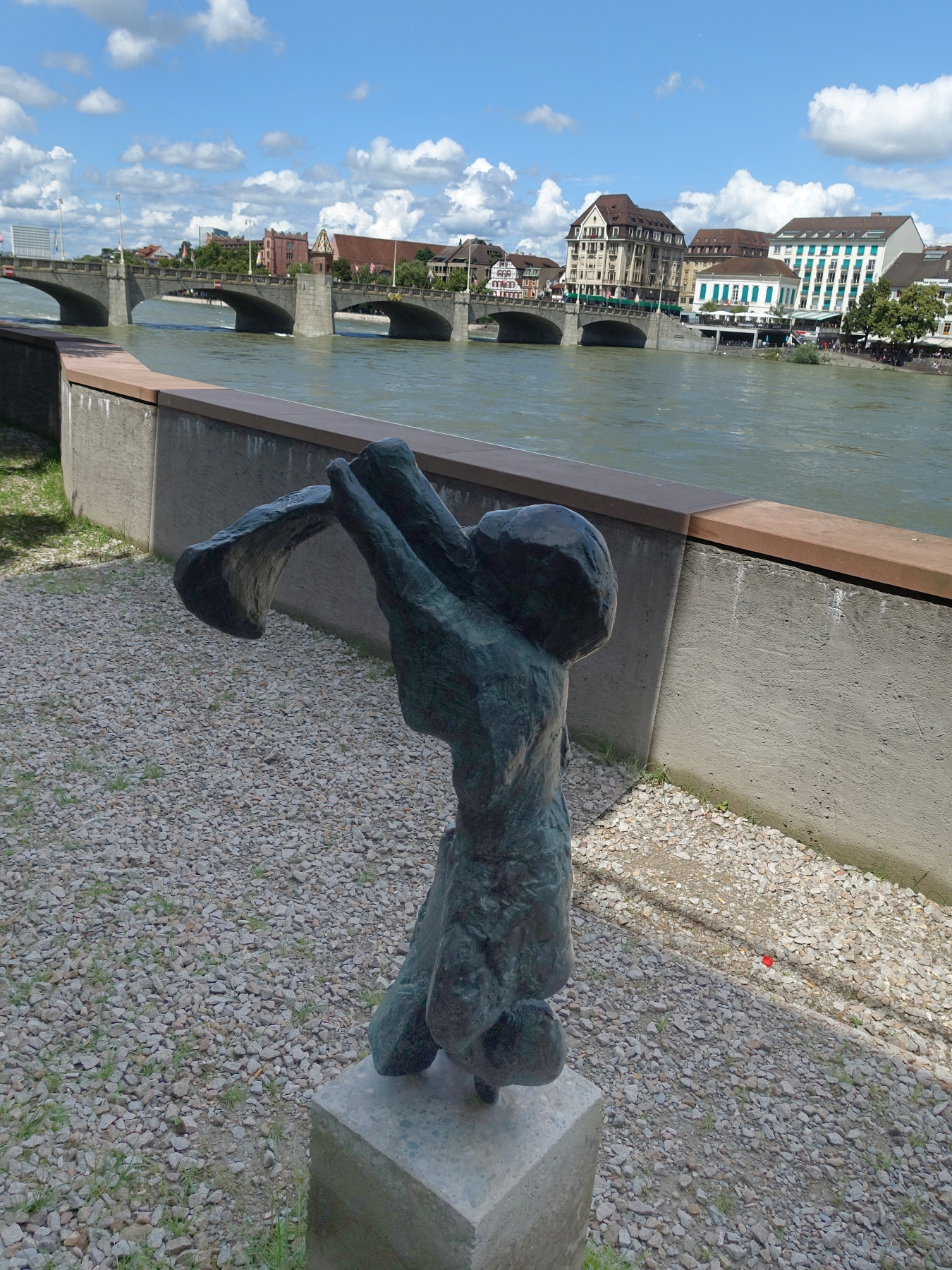
Metamorphose-Plastik 1960 im Garten der Alten Universität Basel am Rheinsprung 11

- Metamorphose-Plastik 1960 im Garten der Alten Universität Basel am Rheinsprung 111986:  Plastiken, Galerie Franz Mäder, Basel
- 2002:  Orangerie, Sarasin Park Riehen BS
- 2008: «Helen Balmer, 60 Jahre bildhauerisches Schaffen», in zwei Ateliers und im Garten, Alemannengasse 44, Basel
- 2013: «Helen Balmer, Figurines», AdK Galerie, Amsterdam
- 2017:  Kunst im alten Bärensaal, Langnau i. E
- 2017: «Köpfe und Vögel», Rahmenkunst, Kunstfenster, Silvia Boss, Basel
- 2018: «Gertrud Spiess, erste weibliche Grossratspräsidentin», Bronzebüste, 50 Jahre Grossrätinnen für Basel Stadt, Jubiläum im Rathaus Basel
- 2019: «Von der Figur zum Raum – Skulpturen, Objekte, Installationen der Sammlung». Helen Balmer: Metamorphose. Kunsthaus Zug
- 2019: «Es war alles schon da!» Ausstellung zum 95. Geburtstag von Helen Balmer, David de Caro und Andreas Chiquet; Alemannengasse 44, Basel

### Doppelausstellungen
- 1981: Helen Balmer, Basel, Plastiken mit Dorette Hügin, Riehen, Ölbilder, Collagen, Zeichnungen, Aula des Bodenacker-Gymnasiums, Liestal
- 1988: Helen Balmer, Plastiken, mit Olivier Saudan, Bilder – Galerie Franz Mäder, Basel
- 1988: Helen Balmer, Skulpturen, mit Jakob Schärer, Zeichnungen und Malereien – IST-Galerie, Burgdorf
- 1995: Helen und Lorenz Balmer, Philipp Mohler, Liestal, im Atelier für Bild und Rahmen
- 1997: Skulpturen im Dialog mit dem Stedtli, Helen Balmer mit Annatina Graf, Brauereichäller, Laufen
- 1997: Helen Balmer und Lorenz Balmer, 100 Skulpturen, Sprützehüsli, Oberwil
- 2004: Helen Balmer, Skulpturen und Florian Streit, Bilder – Galerie Mazzara, Riehen
- 2010: Helen Balmer, ruimtelijk werk und Dick Spyer, schilderijen en werk op papier, Beelden, Galerie AdK, Amsterdam

## Preise (Auswahl)
- 1965: 1. Preis für Brunnenplastik aus Verrucano-Granit, Schulhof Niedererlinsbach
- 1970: 1. Preis für Brunnenplastik Wolke aus weissem Marmor, Sekundarschule Langnau i. E., ausgeführt 1976
- 1974: 1. Preis für Skulptur Dreiklang, Bäumlihof Gymnasium Basel
- 1975: 1. Preis für Relief Kalligraphie in Marmor, Sekundarschule II, Fröschmatt, Pratteln
- 1976: 1. Preis für Gartengestaltung, zentraler Teil des Gartens des Kantonsspitals Basel. «Geländegestaltung unter Einbezug eines Wasserlaufs über abgetreppte Betonbassins»
- 1984: 1. Preis für La fille aux fleurs, Gips, vom Lyceum Suisse anlässlich des Concours national feminin des Beaux-Arts, La Chaux-de-Fonds
- 1990: 1. Preis des Kunstkredits Basel-Stadt: Wettbewerb für das Gemeinschaftsgrab auf dem Friedhof am Hörnli in Riehen: Frau mit Weihgabe und Wächter